# 吉良親貞
吉良親貞（1541年—1576年8月9日），日本戰國時代至安土桃山時代的武將。父親是長宗我部國親。哥哥是長宗我部元親。兒子是吉良親實。官位是左京進、播磨守。

## 生平
在天文10年（1541年）出生，家中次男。
初陣是長濱之戰（與哥哥元親一樣）。永祿6年（1563年），因為元親的命令而成為土佐吉良氏的婿養子並繼承其家督，之後在討伐一條氏時立下許多軍功，亦曾代替元親擔任總大將。在流放一條兼定時亦立下功績。
天正3年（1575年），一條兼定為了恢復領地而開始進攻土佐，長宗我部氏在一時間陷入莫大的困景中，不過親貞在四萬十川之戰中大破一條軍，成功將其擊退。
在天正4年（1576年）病死。享年35歲。親貞的死亡令長宗我部氏有很大損失，一說如果親貞能活得更久的話，元親可以早5年平定四國。